# Adrian Fortescue
Pour les articles homonymes, voir Fortescue.
Adrian Fortescue, né le 14 janvier 1874 à Hampstead, et mort le 11 février 1923 à Letchworth Garden City, est un prêtre catholique britannique qui fut un influent liturgiste, artiste, calligraphe, compositeur, polyglotte, photographe amateur, spécialiste de Byzance, et aventurier.

## Biographie

### Premières années et études
Adrian Fortescue est né le 14 janvier 1874 dans une famille rurale des Midland, descendant du bienheureux Adrien Fortescue (mort en 1539) et occupant une position socialement élevée,. En 1891, il entre au séminaire du Collège des Écossais de Rome où, grâce à ses talents musicaux, il est nommé organiste. Il obtient son Baccalauréat de théologie en 1892, et son Ph.D en 1894, année où il rentre à la faculté de théologie de l'université d'Innsbruck. Il est ordonné prêtre le 27 mars 1898 par Mgr Simon Aichner, évêque de Bressanone.
Entre 1899 et 1905, il passe les examens doctoraux de théologie morale, dogmatique, histoire ecclésiastique, droit canonique, arabe, sciences bibliques et langues sémitiques. Le 10 juin 1905, il obtient le titre de docteur en théologie (en), et reçoit peu après, des mains même de l'empereur François-Joseph Ier d'Autriche, un prix le récompensant pour l'excellence de ses études.
En parallèle, il voyage beaucoup, notamment au Moyen-Orient, en Anatolie et en Grèce, où il apprend à parler l'arabe syrien, un peu de turc, et le persan.

### Ministère

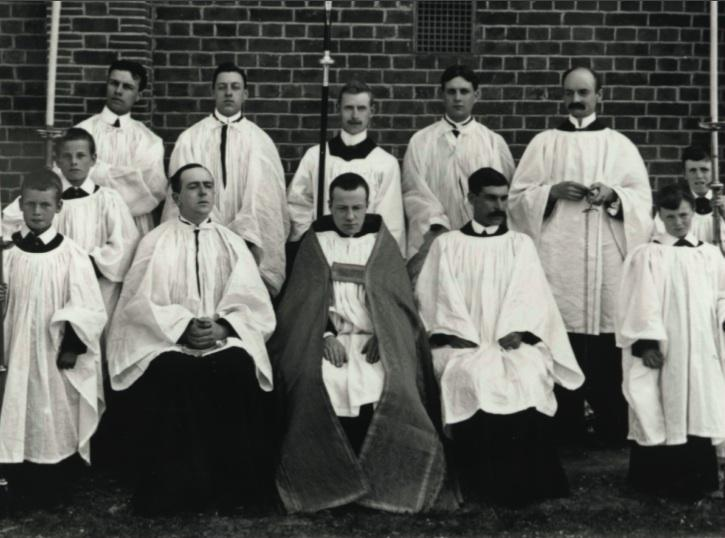
Servants d'autel de la paroisse St. Hugh de Letchworth (vers 1910) ; le père Fortescue est au centre, portant une chape.

Après divers affectations temporaires, interrompues par ses examens, le père Fortescue est finalement nommé recteur missionnaire de la toute nouvelle cité-jardin de Letchworth Garden City dans de Hertfordshire en novembre 1907. La ville n'ayant pas d'église catholique, il en fait construire une — selon ses propres plans et en grande partie sur ses deniers — qu'il dédicace à saint Hugues d'Avalon (St. Hugh of Lincoln). Celle-ci devient rapidement renommée pour la qualité musicale de ses cérémonies et la richesse de sa vie liturgique.

### Travaux
Entièrement dévoué à ses paroissiens, il n'abandonne pour autant pas ses études et publie plusieurs ouvrages, le plus connu de son vivant étant Ceremonies of the Roman Rite Described, qu'il écrit essentiellement dans le but de récolter de l'argent pour la construction de son église. En 1913, il publie Latin Hymns, traduction en prose des hymnes destiné à l'usage de ses paroissiens. Il contribue également à un grand nombre d'articles de Catholic Encyclopedia durant la période 1907–1913.
Passionné d'histoire et polyglotte, il étudie les origines et l'histoire du Christianisme oriental (catholique et orthodoxe) auxquels il consacre The Orthodox Eastern Church and The Lesser Eastern Churches.

### Mort

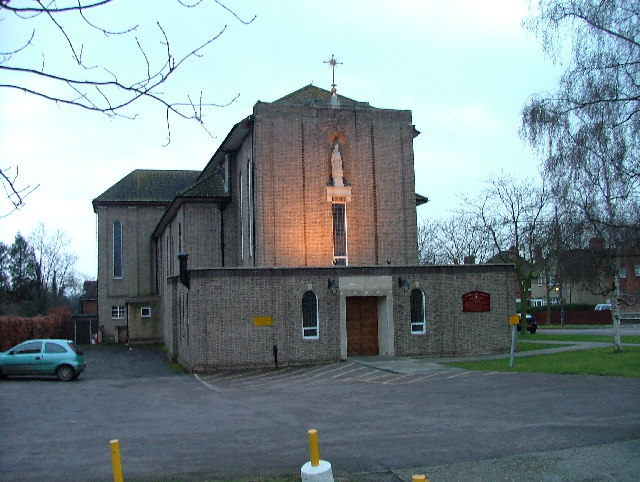
Église St Hugh of Lincoln's de Letchworth bâtie par le père Fortescue.

Le 20 décembre 1922, le père Fortescue apprend qu'il souffre d'un cancer. Il prêche son dernier sermon le 31 décembre, sur la réalité de l'Incarnation du Christ, terminant par les mots, « C'est tout ce que j'avais à dire. » Le 3 janvier 1923, il rentre au Dollis Hill Hospital, où il meurt le 11 février. Il est enterré à Letchworth, parmi ses paroissiens.

## Œuvres
- The Mass: a study of the roman liturgy, London : Longmans & Green, 1912 
  - Traduction française de Mgr Auguste Boudinhon (1858–1941) : La messe : Étude sur la liturgie romaine, Paris : P. Lethielleux , 1921
- Donatism, London : Burns & Oates , 1917
- (en) Ceremonies of the Roman Rite Described, Burns & Oates, 1917
- (en) Latin Hymns, reprint: Roman Catholic Books, 1994 (ISBN 0-912141-13-1)
- (en) Orthodox Eastern Church, reprint: Adamant Media Corporation, 2000 (ISBN 1-4212-4904-9)
- (en) Lesser Eastern Churches (The Eastern Churches Trilogy), reprint: Gorgias Press, 2001 (ISBN 0-9715986-2-2)